# Nellemann Holding
Nellemann Holding A/S (fra 1946 - 2004 kendt som DOMI) er en dansk bilimportør, bilforhandler- og autoværkstedskæde med 10 afdelinger i Danmark samt hovedkvarter i København. De importerer, forhandler, markedsfører, servicerer og vedligeholder personbiler og varebiler af mærkerne Kia, Isuzu, Aston Martin og MG. Datterselskabet Nellemann Automotive Distribution A/S har import og distribution af biler til Danmark, Norge og Sverige. Datterselskabet Nellemann A/S er en bilforhandler- og autoværkstedskæde med 7 afdelinger i Danmark. I 2024 havde de ca. 300 ansatte og omsatte for 2,919 mia. kroner. I dag er virksomheden ejet af Vilhelm Jacob Nellemann.

## Historie
Svend Nellemann begyndte import af biler i 1920'erne. I 1946 blev det nuværende aktieselskab etableret, det havde dengang navnet Dansk Oversøisk Motor Industri A/S (DOMI). I 1994 fik selskabet en ny struktur og herefter kendes det som Vilh. Nellemann Holding A/S. I år 2000 fik koncernen sit nuværende navn.

### DOMI-årerne
DOMI A/S (Dansk Oversøisk Motor Industri) blev grundlagt i 1946 af Svend Nellemann. 
DOMI importerede biler af mærkerne Morris, MG, Riley, Wolseley samt traktorer fra Nuffield, Land Rover/Rover samt Morris/Leyland lastvogne. Senere blev sortimentet udvidet med John Deere-traktorer og de japanske mærker Daihatsu og Subaru.
Sidst i 1960'erne var DOMI den største importør i den danske bilbranche, og ikke mindst Morris Marina, Morris Minor og Morris Mini blev store salgssucceser. I 1976 solgte DOMI over 20.000 biler som den første egentlige importør i branchen.
I 1972 overtog DOMI DFA (Austin Odense) og var eneimportør af de engelske BMC/Leyland-vogne. Foruden Austin fik DOMI nu også importen af Triumph og Jaguar.
DOMI blev lukket i 1990'erne.
Virksomheden havde adresse på Søndre Ringvej 35, Glostrup i bygninger fra 1946 tegnet af Hans Rahlff. Bygningerne nedbrændte delvist og blev genopbygget ca. 1953. Senere udvidelser blev tegnet af Ole Hagen. Komplekset huser i dag en møbelbutik samt en bilforhandler.